# George Chuvalo
George Louis Chuvalo (ur. 12 września 1937 w Toronto) – kanadyjski bokser, były amatorski oraz zawodowy mistrz Kanady w wadze ciężkiej.
Dwukrotnie walczył o mistrzostwo świata w kategorii ciężkiej − w 1965 roku przegrał przez jednogłośną decyzję z Erniem Terrellem, a w 1966 roku z Muhammadem Alim. Nigdy w zawodowej karierze nie został wyliczony, choć dwukrotnie przegrał przed czasem przez techniczny nokaut − z Joem Frazierem (1967) i George'em Foremanem (1970).